# PhotoWarp
PhotoWarp är en programvara från amerikanska EyeSee360 med vars hjälp det är möjligt att skapa panoramabilder. Den senaste versionen av programmet, Photowarp 2.5, finns både till Mac och PC. Licensen för denna version av programmet kostar $149 för hemanvändare.